# Dret privat
El dret privat és la branca del dret que regula les relacions dels particulars entre si i també les relacions entre particulars i l'Estat quan aquest actua com un particular sense exercir potestat pública. La distinció entre dret privat i dret públic constitueix, històricament, un dels fonaments principals de la sistematització del dret. El dret privat, segons les especialitats que regula, se subdivideix en: dret civil, dret mercantil, dret internacional privat i dret laboral.